# 昌邑路站
昌邑路站位于中华人民共和国上海市浦东新区洋泾街道民生路与浦东大道交叉口，是上海地铁14号线与18号线的地铁换乘站。两条线路在站台中部进行节点换乘。
本站是两条线路的特色车站之一。站厅具有类似于树状的柱形装饰，同时还有变化颜色的灯光，吸引乘客驻足观看。
途经浦东大道的上海轨道交通14号线有7.8公里路程与浦东大道地道工程重合，本站等6个位于浦东大道上的14号线车站的土建工程纳入浦东大道地道工程进行同步施工；而18号线越江段又与江浦路隧道叠加，在本站自上而下形成江浦路隧道、浦东大道地道、地铁站厅、14号线站台、18号线站台共六层结构。
14号线与18号线一期北段本站開通于2021年12月30日。本站是上海地铁继西藏南路站和东方体育中心站后成为第三个啟用后即為換乘站的車站。

## 车站结构
本站为岛式车站，两条线路垂直交叉，中部具有换乘节点，可直接在站台之间换乘。位于站台两端的乘客亦可绕行至站厅进行换乘。

### 车站楼层
昌邑路站共有6层。地面为车站出口，地下一层为江浦路隧道行车道路，地下二层为浦东大道地道行车道路，地下三层为车站大厅，地下四层为14号线站台，地下五层为18号线站台。
| 地面层   | 出入口             | 1-6出入口                        |  |  |
| 地下一层 | 道路               | 江浦路隧道行车道路               |  |  |
| 地下二层 | 道路               | 浦东大道地道行车道路             |  |  |
| 地下三层 | 站厅               | 票务服务、自动售票机、人工服务台 |  |  |
| 地下四层 | ①站台              | █ 14号线 往封浜（源深路）        |  |  |
|          | 岛式站台，左侧开门 |                                  |  |  |
|          | ②站台              | █ 14号线 往桂桥路（歇浦路）      |  |  |
| 地下五层 | ④站台              | █ 18号线 往长江南路（丹阳路）    |  |  |
|          | 岛式站台，左侧开门 |                                  |  |  |
|          | ③站台              | █ 18号线 往航头（民生路）        |  |  |

## 车站出口
昌邑路站共有6个出入口，另车站6号出入口通道内有地下连通道通向毗邻的滨江光合新座负一层，各出入口如下所示：
| 出口编号            | 出口指示                 | 照片 |
| ------------------- | ------------------------ | ---- |
| 1 · 出口            | 浦东大道，民生路，昌邑路 |      |
| 2 · 出口 · （设有） | 浦东大道，巨野路         |      |
| 3 · 出口            | 浦东大道，民生路         |      |
| 4 · 出口 · （设有） | 浦东大道，民生路         |      |
| 5 · 出口            | 浦东大道，新兴路         |      |
| 6 · 出口            | 浦东大道                 |      |
| 图例： 设有         |                          |      |

## 工程影响
车站东北侧的浦东大道1585弄凌一小区居民反映，地铁建设过程中，小区内房屋和地面均有较大幅度沉降，并产生房屋开裂、管道堵塞等影响。地铁方面表示将按照房屋结构检测结果对居民进行相应经济补偿。